# Gustav Ernst von Stackelberg

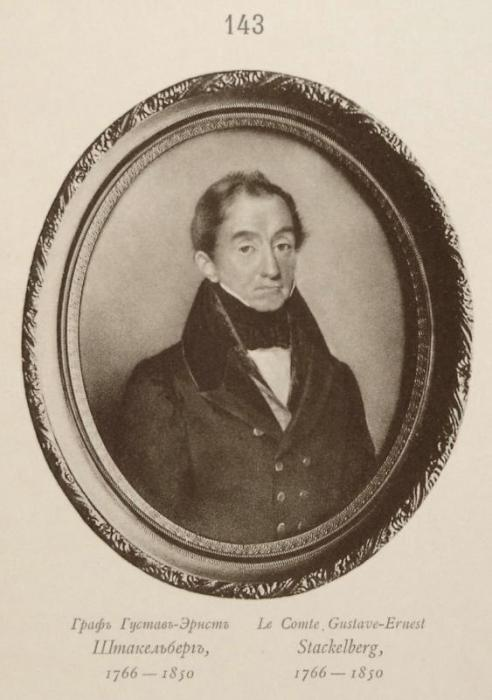
Gustav Ernst von Stackelberg

Gustav Ernst Graf von Stackelberg (russisch Густав Оттонович Стакельберг; * 5. Juni 1766 in Reval; † 6. April 1850 in Paris) war ein deutsch-baltischer Adliger und kaiserlich-russischer Diplomat.

## Leben

### Herkunft und Familie
Er stammte aus der deutschbaltischen Adelsfamilie von Stackelberg. Sein Vater war der ebenfalls in russischen Diensten stehende Diplomat Otto Magnus Graf von Stackelberg. Seine Mutter war Sophia Gerdruta (geb. von Völckersahm). Er selbst heiratete 1805 Karoline Gräfin von Ludolf. Mit dieser hatte er mehrere Nachkommen, unter anderem:
- Otto Magnus Graf von Stackelberg (1808–1885) ⚭ 1832 Charlotte von Liphart (1811–1893)
- Gustav Graf von Stackelberg (1810–1847)
- Ernst Johann Graf von Stackelberg (1813–1870) ⚭ 1851 Maria Antoinette de Tamisier (1831–1860)
- Alexander Graf von Stackelberg (1814–1856)

### Werdegang
Gustav Ernst studierte ab 1782 Rechtswissenschaften in Straßburg und absolvierte danach eine Kavalierstour durch Deutschland, Frankreich und Italien. Im Jahr 1786 trat er als Kornett in die kaiserlich-russische Garde zu Pferde ein. Er machte 1788/89 als Leutnant den Krieg gegen Schweden mit. Danach erhielt er den Hoftitel eines Kammerjunkers und trat in den russischen diplomatischen Dienst ein. Er war zunächst Attaché in Warschau und dann in Stockholm. Stackelberg wurde 1794 zum wirklichen Kammerherren und Geheimen Rat ernannt.
Zwischen 1794 und 1797 war von Stackelberg Gesandter in Turin. Von 1799 bis 1802 war er offiziell bevollmächtigter Minister bei der Helvetischen Republik. Er konnte wegen des Zweiten Koalitionskrieges gegen Frankreich den Posten nicht antreten. Danach war er von 1802 bis 1805 Gesandter bei der Batavischen Republik und nach der Errichtung des Königreichs Holland 1806/07 bei König Louis Bonaparte in Den Haag.
Anschließend war er von 1807 bis 1810 Gesandter am preußischen Hof in Königsberg. In dieser Zeit wurde ihm der Alexander-Newski-Orden und der Schwarze Adlerorden verliehen. Außerdem wurde er 1808 zum wirklichen geheimen Rat ernannt.

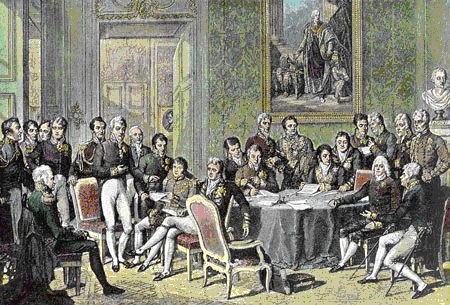
„Der Wiener Kongress“, Gemälde von Jean-Baptiste Isabey (1815); Stackelberg sitzend, ganz rechts

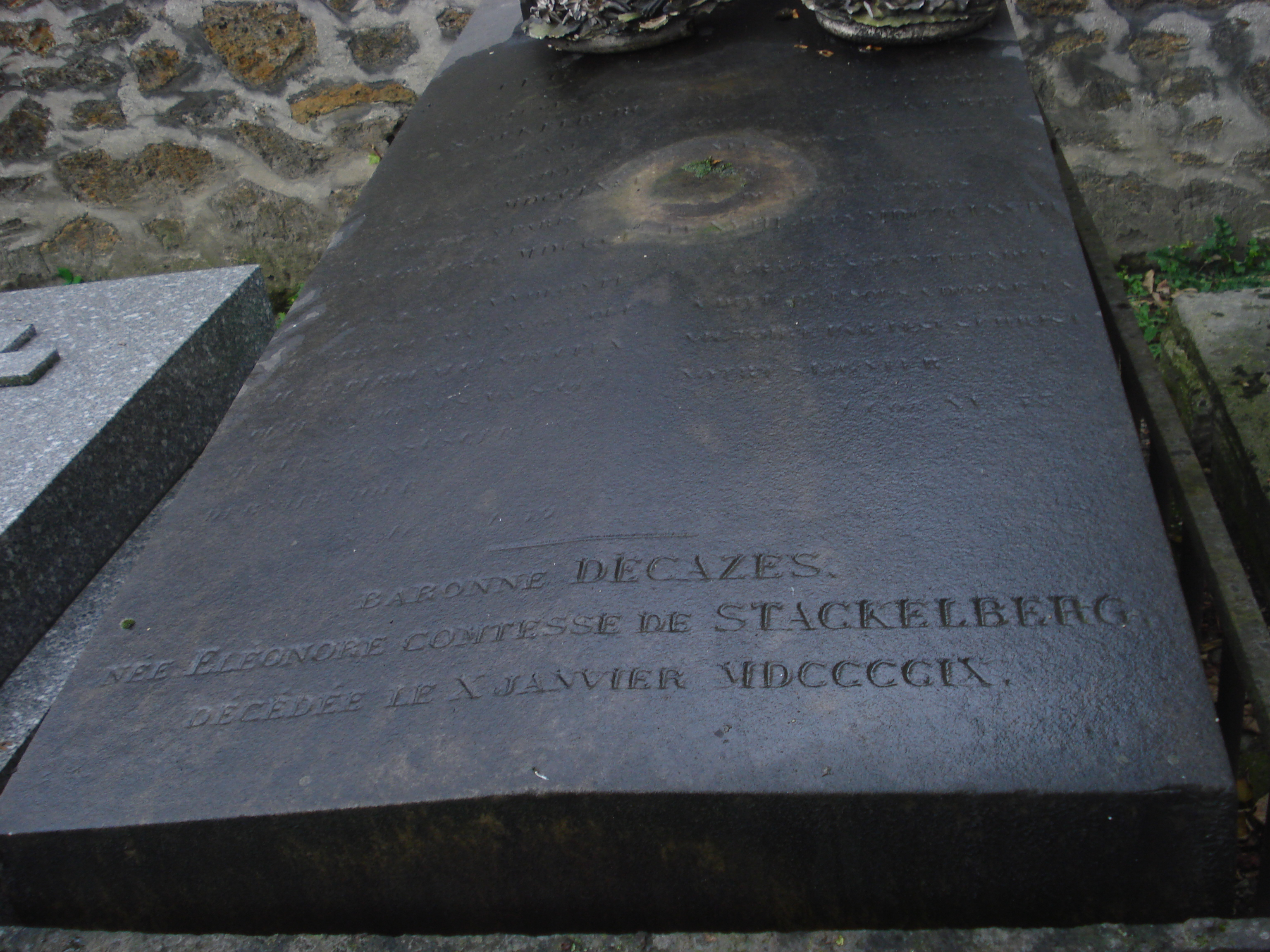
Grab.

Zwischen 1810 und 1812 und erneut von 1813 bis 1818 war er Gesandter in Wien. Als solcher nahm er 1814/1815 am Wiener Kongress teil. Er gehörte dort der Rangkommission an. Auf dem bekannten Gemälde von Jean-Baptiste Isabey ist er sitzend abgebildet. Nach der Rückkehr Napoleons 1815, unterschrieb er zusammen mit den Vertretern der Mächte neben Karl Robert von Nesselrode für Russland die Erklärung gegen Napoleon mit. Neben Andrei Kirillowitsch Rasumowski unterschrieb er für sein Land am 9. Juni 1815 die Schlussakte. Einen Tag später erhielt er von Kaiser Franz I. den k.u. Sankt Stephans-Orden.
Er erhielt 1815 außerdem den Orden des Heiligen Wladimir und ihm wurde das Krongut Luttringen für zwölf Jahre verliehen. Zwischen 1818 und 1820 und erneut von 1822 bis 1835 war er Gesandter in Neapel. Dazwischen war er 1821/22 Gesandter in London. Im Jahr 1834 erhielt er den Orden des Heiligen Andreas des Erstberufenen. 1835 lebte er nach dem Abschied aus dem diplomatischen Dienst in Paris, wo er einer der Beschützer von Marie Duplessis (der Kameliendame) wurde.
Er starb 1850 in Paris, sein Grab befindet sich auf dem Friedhof Montmartre.